# Peperomia valladolidana
Peperomia valladolidana är en pepparväxtart som beskrevs av Truman George Yuncker. Peperomia valladolidana ingår i släktet peperomior, och familjen pepparväxter. Inga underarter finns listade i Catalogue of Life.